# Greg Cannom
Greg Cannom   (Washington DC, 4 de març de 1951 - 9 de maig de 2025) va ser un artista d'efectes especials de maquillatge estatunidenc. Va rebre diversos reconeixements, inclosos cinc Premis Oscar i dos Premis Saturn, i va estar nominat a quatre Primetime Emmy Awards i quatre Premis BAFTA. També va rebre el Premi als millors efectes especials al XXVII Festival Internacional de Cinema Fantàstic de Sitges.
Cannom és conegut pel seu treball a les pel·lícules Hook (1991), Dràcula de Bram Stoker (1992) , Mrs. Doubtfire (1993), La màscara (1994), Titanic (1997), L'home bicentenari (1999), Hannibal (2001), The Passion of the Christ (2004), El curiós cas de Benjamin Button (2008) i El vici del poder (2018) ). Per les seves contribucions excepcionals, va ser guardonat amb un Oscar a l'èxit tècnic el 2005 i un Premi a l'èxit de tota la vida atorgat pel Make-Up Artists and Hair Stylists Guild el 2018.

## Filmografia
- El vici del poder (2018) (maquillatge d'edat: Christian Bale)
- Fan (2016) (maquillatge d'edat: Shah Rukh Khan)
- Kapoor and Sons (2016) (maquillatge d'edat: Rishi Kapoor)
- El curiós cas de Benjamin Button (2008) (maquillatge d'edats creador i aplicador)
- Babel (2006) (maquillatge d'edat: Brad Pitt) (sense acreditar)
- Big Momma's House 2 (2006) (assessor efectes especials maquillatge creador)
- L'exorcisme de l'Emily Rose (2005) (assessor efectes de maquillatge)
- The Life and Death of Peter Sellers (2004) (artista efectes especials maquillatge)
- Van Helsing (2004) (dissenyador maquillatge especial)
- Més falses aparences (2004) (maquillatge d'edat artist: Kevin Pollak) (sense acreditar)
- The Passion of the Christ (2004) (assessor efectes de maquillatge)
- Master and Commander: The Far Side of the World (2003) (artista maquillatge especial: Russell Crowe)
- Pirates of the Caribbean: The Curse of the Black Pearl (2003) (artista efectes especials maquillatge)
- El monjo (2003) (prosthetic makeup artist) (artista efectes especials maquillatge)
- El detectiu cantant (2003) (artista efectes especials maquillatge)
- Una ment meravellosa (2001) (dissenyador maquillatge especial)
- Ali (2001) (artista efectes especials maquillatge)
- America's Sweethearts (2001) (artista efectes especials maquillatge)
- Monkeybone (2001) (efectes especials maquillatge)
- Hannibal (2001) (dissenyador maquillatge especial)
- Little Nicky (2000) (maquillatge d'edat artist: Dana Carvey)
- Big Momma's House (2000) (efectes especials maquillatge)
- L'home bicentenari (1999) (special maquillatge d'edat)
- El dilema (1999) (artista maquillatge especial: Russell Crowe)
- La mà diabòlica (1999) (artista efectes especials maquillatge)
- Blade (1998) (artista efectes especials maquillatge)
- From the Earth to the Moon (1998) (minisèrie) (special maquillatge d'edat)
- House of Frankenstein (1997) (TV) (assessor efectes especials maquillatge creador)
  - a.k.a. House of Frankenstein 1997
- Titanic (1997) (vella Rose efectes especials maquillatge)
- Kull the Conqueror (1997) (artista maquillatge especial) (efectes criatura)
- Steel (1997) (Disseny vestit de Steel)
- Thinner (1996) (efectes especials maquillatge)
  - a.k.a. Stephen King's Thinner
- The Puppet Masters (1994) (efectes especials maquillatge)
  - a.k.a. Robert A. Heinlein's The Puppet Masters
- La màscara (1994) (creator maquillatge especial)
- The Shadow (1994) (maquillatge especial)
- Mrs. Doubtfire (1993) (dissenyador maquillatge especial)
- The Man Without a Face (1993) (maquillatge especial creador)
- Hoffa (1992) (dissenyador maquillatge especial)
- Eternament jove (1992) (maquillatge especial)
- Dràcula de Bram Stoker  (1992) (efectes especials maquillatge)
- El retorn de Batman (1992) (artista efectes especials maquillatge) (dissenyador: Mà del Pingüí) (sense acreditar)
- Alien 3 (1992) (efectes especials maquillatge: Los Angeles)
- Hook (1991) (maquillatge especial)
- Star Trek: The Undiscovered Country (1991) (maquillatge especial g os alien)
- Kickboxer 2: The Road Back (1991) (maquillatge especial)
- Els immortals 2: El desafiament (1991) (maquillatge especial)
  - Highlander II: The Renegade Version (UK: versió del director) (US: títol vídeo (versió del director))
- Subspecies (1991) (efectes especials maquillatge)
- Postals des de Hollywood (1990) (artista maquillatge especial: Shirley Maclaine) (sense acreditar)
- The Exorcist III (1990) (assessor efectes especials maquillatge creador)
  - a.k.a. The Exorcist III: Legion
  - a.k.a. William Peter Blatty's The Exorcist III
- Flatliners (1990) (artista efectes especials maquillatge) (sense acreditar)
- Dick Tracy (1990) (aplicació maquillatge especial) (sense acreditar)
- Tales from the Crypt (efectes especials maquillatge creator) (2 episodis, 1990) (artista maquillatge especial) (2 episodis, 1989–1990)
- Cyborg (1989) (maquillatge especial)
- Monsters (artista maquillatge especial) (1 episodi, 1989)
- Fright Night Part 2 (1988) (maquillatge especial creator: "Louie" and "Bocworth")
- Big Top Pee-wee (1988) (maquillatge especial)
- Joves ocults (1987) (efectes especials maquillatge)
- Werewolf (1987) sèrie de televisió (maquillatge especial)

- Malson a Elm Street 3 (1987) (efectes especials maquillatge)
  - a.k.a. A Nightmare on Elm Street Part III
- Vamp (1986) (maquillatge especial)
- Amazing Stories (artista maquillatge especial) (1 episodi, 1985) (artista efectes especials maquillatge) (1 episodi, 1985)
- Cocoon (1985) (efectes especials maquillatge)
- Dreamscape (1984) (maquillatge especial)
- Thriller (1983) (V) (artista efectes especials maquillatge)
  - a.k.a. Michael Jackson's Thriller (US: complete title)
- The Sword and the Sorcerer (1982) (efectes especials maquillatge)
- La increïble dona minvant (1981) (efectes especials maquillatge)
- Udols (1981) (artista efectes especials maquillatge)
- És viu 2 (1978) (efectes especials maquillatge) (assistent de Rick Baker)
  - a.k.a. It's Alive II
- The Fury (1978) (maquillatge especial assistent)
- Manbeast! Myth or Monster? (1978) (artista efectes especials maquillatge)
- The Incredible Melting Man (1977) (maquillatge especial assistent)
- Hot Tomorrows (1977) (artista efectes especials maquillatge)

## Premis i nominacions

### Premis Principals
| Indica categories no competitives | Indica categories no competitives |

#### Premis Oscar
| Any  | Categoria                     | Treball nominat                  | Result    |
| ---- | ----------------------------- | -------------------------------- | --------- |
| 1992 | Millor maquillatge            | Hook                             | Nominat   |
| 1993 | Millor maquillatge            | Dràcula de Bram Stoker           | Guanyador |
| 1993 | Millor maquillatge            | Hoffa                            | Nominat   |
| 1994 | Millor maquillatge            | Mrs. Doubtfire                   | Guanyador |
| 1996 | Millor maquillatge            | Roommates                        | Nominat   |
| 1998 | Millor maquillatge            | Titanic                          | Nominat   |
| 2000 | Millor maquillatge            | L'home bicentenari               | Nominat   |
| 2002 | Millor maquillatge            | Una ment meravellosa             | Nominat   |
| 2005 | Oscar a l’assoliment tècnic   | N/D                              | Honored   |
| 2009 | Millor maquillatge            | El curiós cas de Benjamin Button | Guanyador |
| 2019 | Millor maquillatge i pentinat | El vici del poder                | Guanyador |

#### Premis Primetime Emmy
| Any  | Categoria                                                                          | Treball nominat            | Resultat |
| ---- | ---------------------------------------------------------------------------------- | -------------------------- | -------- |
| 1995 | Maquillatge destacat per a una sèrie                                               | Earth 2: After The Thaw    | Nominat  |
| 1998 | Maquillatge excepcional per a una sèrie limitada o pel·lícula                      | From the Earth to the Moon | Nominat  |
| 2006 | Maquillatge excepcional per a una sèrie (no protèsica)                             | Will & Grace: Final        | Nominat  |
| 2014 | Maquillatge protèsic destacat per a una sèrie, minisèrie, pel·lícula o un especial | The Anna Nicole Story      | Nominat  |

#### Premis BAFTA
| Any  | Categoria                        | Treball nominat        | Resultat |
| ---- | -------------------------------- | ---------------------- | -------- |
| 1994 | Millor maquillatge               | Dràcula de Bram Stoker | Nominat  |
| 1995 | Millor maquillatge i perruqueria | La màscara             | Nominat  |
| 1995 | Millor maquillatge i perruqueria | Mrs. Doubtfire         | Nominat  |
| 2019 | Millor maquillatge i perruqueria | El vici del poder      | Nominat  |

#### Premis Saturn
| Any  | Categoria          | Treball nominat                  | Resultat  |
| ---- | ------------------ | -------------------------------- | --------- |
| 1988 | Millor maquillatge | Joves ocults                     | Nominat   |
| 1993 | Millor maquillatge | Dràcula de Bram Stoker           | Nominat   |
| 1995 | Millor maquillatge | La màscara                       | Nominat   |
| 1997 | Millor maquillatge | Thinner                          | Nominat   |
| 1999 | Millor maquillatge | Blade                            | Nominat   |
| 2002 | Millor maquillatge | Hannibal                         | Guanyador |
| 2005 | Millor maquillatge | Van Helsing                      | Nominat   |
| 2009 | Millor maquillatge | El curiós cas de Benjamin Button | Guanyador |

#### Premis Make-Up Artists and Hair Stylists Guild
| Any  | Categoria                                                              | Treball nominat    | Resultat  |
| ---- | ---------------------------------------------------------------------- | ------------------ | --------- |
| 2000 | Millors efectes de maquillatge especials - Pel·lícula                  | L'home bicentenari | Guanyador |
| 2002 | Millors efectes de maquillatge especials - Pel·lícula                  | Hannibal           | Nominat   |
| 2003 | Millor maquillatge - Mini-sèrie de televisió/pel·lícula de la setmana  | Gleason            | Guanyador |
| 2018 | Premi a la trajectòria                                                 | N/D                | Guanyador |
| 2019 | Millors efectes de maquillatge especials - Pel·lícula de llargmetratge | El vici del poder  | Guanyador |